# Александър Сотиров
Александър Сотиров е експерт по компютърна сигурност, работил като специалист по сигурността в Determina и VMware.
През 2012 г. заедно със своите колеги Дино Дей Зови и Дан Гуидо, Сотиров основава собствена компания за компютърна сигурност базирана в Ню Йорк наречена Trail of Bits.
Той добива широка известност с откриването на уязвимост в уеббраузъри свързана с файловия формат ANI, както и с експлоатирането на атаки от типа „препълване на буфера“ (heap buffer overflow) на паметта при уеб браузъри.
През 2008 г. на ежегодната Black Hat конференция представя начин за преодоляване на системите за защита на паметта (memory protection bypass) при Windows Vista.
През декември 2008 г. заедно с екип от експерти по сигурност и криптографи представят проучване относно възможността за създаване на фалшив SSL издаващ орган (certificate authority – CA) използвайки възможност за създаване на колизии в хеширащата функция на криптографския алгоритъм MD5.
Сотиров е един от основателите и организаторите на наградите Pwnie (Pwnie awards), член на организационния комитет на Workshop On Offensive Technologies (WOOT '08), член на борда на конференцията Black Hat през 2011 г.